# 圣蓬
圣蓬（法語：Saint-Pont，法語發音：[sɛ̃ pɔ̃]）是法国阿列省的一个市镇，位于该省南部偏东，属于维希区。

## 地理
圣蓬（46°9'51"N, 3°17'51"E）面积12.31 平方千米，位于法国奥弗涅-罗讷-阿尔卑斯大区阿列省，该省份为法国中部省份，北起涅夫勒省、西北接谢尔省，西南至克勒兹省，南至多姆山省，东南临卢瓦尔省，东临索恩-卢瓦尔省。
与圣蓬接壤的市镇（或旧市镇、城区）包括：布鲁-韦尔内、埃斯屈罗勒、埃斯皮纳斯-沃泽勒、旺达。

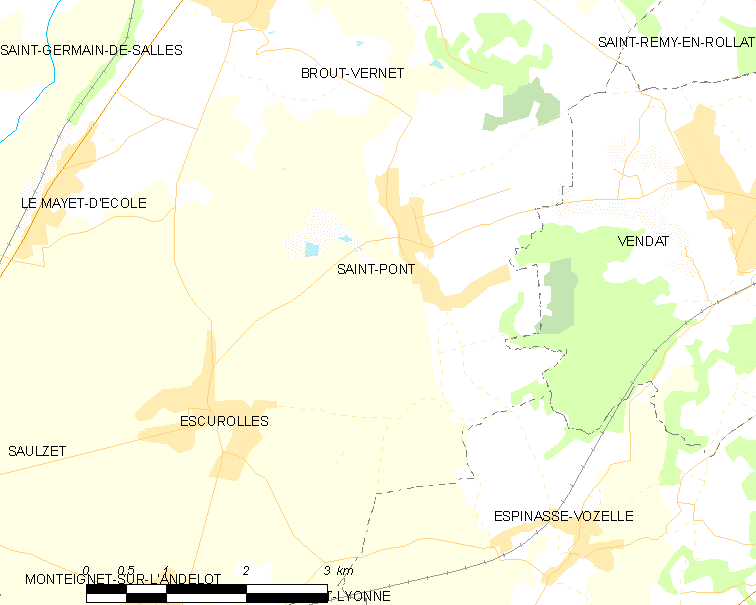
圣蓬的OSM定位图

圣蓬的时区为UTC+01:00、UTC+02:00（夏令时）。

## 行政
圣蓬的邮政编码为03110，INSEE市镇编码为03252。

## 政治
圣蓬所属的省级选区为阿列河畔贝尔里夫县。

## 人口

1962-2008年间圣蓬人口变化图示

圣蓬于2022年1月1日时的人口数量为692人。